# Ljuta (Konjic-Kalinovik)
Pour les articles homonymes, voir Ljuta.
Ljuta (en cyrillique : Љута) est un village de Bosnie-Herzégovine. Il est situé dans la municipalité de Konjic, dans le canton d'Herzégovine-Neretva et dans la fédération de Bosnie-et-Herzégovine. Selon les premiers résultats du recensement bosnien de 2013, il compte 32 habitants.
Avant la guerre de Bosnie-Herzégovine, le village faisait entièrement partie de la municipalité de Kalinovik ; après la guerre et à la suite des accords de Dayton (1995), la totalité du village a été intégrée dans la municipalité de Konjic.

## Démographie

### Évolution historique de la population
| 1948 | 1953 | 1961 | 1971 | 1981 | 1991 | 2013 |
| ---- | ---- | ---- | ---- | ---- | ---- | ---- |
| -    | -    | 338  | 358  | 250  | 169  | 32   |

|  |